# Ivanhoe (1952)
Ivanhoe (bra: Ivanhoé, o Vingador do Rei; prt: Ivanhoe) é um filme estadunidense de 1952, do gênero aventura dramático-histórico-romântica de ação, dirigido por Richard Thorpe, com roteiro de Aeneas MacKenzie e Noel Langley baseado no romance Ivanhoe, de Walter Scott.

## Sinopse
Inglaterra, século 12. Os normandos, aliados do príncipe John (Guy Rolfe), estão em guerra com os saxões, ligados ao rei Ricardo Coração de Leão (Norman Wooland) e Wilfred de Ivanhoé (Robert Taylor). O herói dos saxões está tentando obter dinheiro para resgatar o rei Ricardo, que foi aprisionado na Áustria quando retornava das Cruzadas, e assim promover seu retorno ao trono. Ivanhoé também está envolvido com duas belas mulheres, uma delas uma judia que precisa lutar contra o antissemitismo de alguns nobres.

## Elenco
- Robert Taylor .... Ivanhoé
- Elizabeth Taylor .... Rebecca
- Joan Fontaine .... Lady Rowena
- George Sanders .... Sir Brian de Bois-Guilbert
- Emilyn Williams .... Wamba
- Robert Douglas .... Sir Hugh de Bracy
- Finlay Currie .... Cedric
- Felix Aylmer .... Isaac de York
- Francis De Wolf .... Front de Boeuf
- Norman Wooland .... rei Ricardo Coração de Leão
- Basil Sydney .... Waldemar Fitzurse
- Harold Warrender .... Locksley
- Patrick Holt .... Philip de Malvoisin
- Roderick Lovell .... Ralph de Valpont

## Prêmios e indicações
| Prêmio             | Categoria                                 | Recipiente                                | Resultado |
| ------------------ | ----------------------------------------- | ----------------------------------------- | --------- |
| Oscar 1953         | Melhor filme                              | Melhor filme                              | Indicado  |
| Oscar 1953         | Melhor fotografia                         | F. A. Young                               | Indicado  |
| Oscar 1953         | Melhor trilha sonora                      | Miklós Rózsa                              | Indicado  |
| Globo de Ouro 1953 | Melhor trilha sonora                      | Miklós Rózsa                              | Indicado  |
| Globo de Ouro 1953 | Melhor filme de compreensão internacional | Melhor filme de compreensão internacional | Indicado  |